# Henri Péronneau (aviateur)
Ne doit pas être confondu avec Henri Péronneau (homme politique).
Henri Albert Péronneau (4 août 1890 à Aunay-sous-Auneau - 10 août 1960 en Tunisie) est un as de l'aviation français de la Première Guerre mondiale, au cours de laquelle il remporte neuf victoires aériennes homologuées (et une non homologuée). Il prend également part à la Seconde Guerre mondiale et sert son pays pendant plus de quarante années.

## Biographie

### Première Guerre mondiale
En 1912, Péronneau sert en tant officier du génie dans l'ouest marocain quand il est transféré à l'aviation. Dès le début de la Première Guerre mondiale, il est affecté au 1er Groupe d'aviation. Le 1er juin 1915, il commence une formation de pilote à Avord. Le 30 novembre, il reçoit le brevet de pilote militaire no 2026. Le 30 mars 1916, il est affecté à l'Escadrille 49 (en), puis à l'Escadrille 65 (en), le 26 mai. Péronneau y réalise 150 heures de vol et prend part à une douzaine de combats. Le 10 octobre, il est promu au grade d'adjudant. Il a reçu son affectation définitive de la guerre le 26 décembre 1916, quand il fut transféré à l'Escadrille N81 ('N' signifiant que les pilotes de l'Escadrille volent avec des avions Nieuport).
Le 25 août 1917, il est promu adjudant-chef. Le 22 septembre, il remporte sa première victoire au détriment d'un avion de reconnaissance biplace Halberstadt, une victoire qu'il partage avec Pierre de Cazenove de Pradines. Peronneau est cité à l'ordre de l'armée pour cette victoire, ainsi que pour avoir endommagé deux avions ennemis au cours du mois précédent. Au total, il reçoit cinq citations. Le 30 octobre, Cazenove de Pradines et Péronneau abattent un autre biplace, au-dessus de Verdun. Puis, les 12 novembre et 21 décembre, il remporte deux nouvelles victoires au-dessus de Courouvre et du Fort de Génicourt – seul cette fois – ce qui élève son total à quatre victoires à la fin de l'année 1917. Le 15 décembre, il reçoit la Médaille militaire, en plus de la Croix de guerre avec huit palmes et une étoile d'argent dont il avait été décoré précédemment.
En 1918, l'Escadrille 81 est rééquipée avec des SPADs. Péronneau utilise le sien pour remporter sa cinquième victoire, le 3 janvier 1918. Le lendemain, il partage une nouvelle victoire avec Marcel Dhôme. Il attend deux mois avant son prochain succès, qu'il remporte en faisant équipe avec André Herbelin, le 5 mars au-dessus de Nogent-l'Abbesse. Péroneau remporte ses deux dernières victoires le 1er et le 31 juillet 1918, en faisant à nouveau équipe avec Pierre de Cazenove de Pradines. Le 9 septembre 1918, Péronneau est fait Chevalier de la Légion d'honneur.

### Après-guerre
Peronneau reste dans l'armée après la guerre. Le 28 juin 1928, il est promu au grade de capitaine. 
Il est fait Officier de la Légion d'honneur avant sa retraite qu'il prend le 4 août 1954.
Henri Péronneau meurt en Tunisie, le 10 août 1960.

### Ouvrages
- (en) Norman L. R. Franks et Frank W. Bailey, Over the front : a complete record of the fighter aces and units of the United States and French Air Services, 1914-1918, Londres, Grub Street, 1992, 228 p. (ISBN 978-0-948817-54-0 et 0-948-81754-2, lire en ligne)